# باتريك سكاي
باتريك سكاي (بالإنجليزية: Patrick Sky)‏ هو مغن مؤلف ومغني أمريكي، ولد في 1940.

## وصلات خارجية
- باتريك سكاي على موقع ميوزك برينز (الإنجليزية)
- باتريك سكاي على موقع ديسكوغز (الإنجليزية)